# François-Isidore Gagelin
François-Isidore Gagelin (10 mai 1799-17 octobre 1833) est un missionnaire français des Missions étrangères de Paris, mort martyr dans l'actuel Vietnam et canonisé par le pape Jean-Paul II.

## Biographie
François-Isidore Gagelin naît le 10 mai 1799 à Montperreux. Il entre aux Missions étrangères de Paris et est envoyé en mission dans l'empire d'Annam en 1821. En 1826, l'empereur Minh Mạng commence les persécutions contre les chrétiens. François-Isidore Gagelin part alors pour le sud à Dong Nai en Cochinchine. Il est capturé puis libéré. Le 6 janvier 1833, un nouvel édit est promulgué par Minh Mạng et appliqué automatiquement. Les églises sont détruites, et les missionnaires doivent partir. Gagelin se livre de lui-même en juillet 1833 et est emmené à Hué, la capitale impériale. Il est condamné à mort et tué le 17 octobre 1833 par strangulation.

## Hommages, postérité
Il est le premier martyr français du Vietnam au XIXe siècle. Il est béatifié en 1900 puis canonisé par le pape Jean-Paul II en 1988, à l'initiative de Jean-Pierre Morel, maire de Montperreux.
Dans l'église Sainte-Madeleine de Montperreux, un autel lui est consacré. Plusieurs vitraux de l'église illustrent les étapes de sa vie.

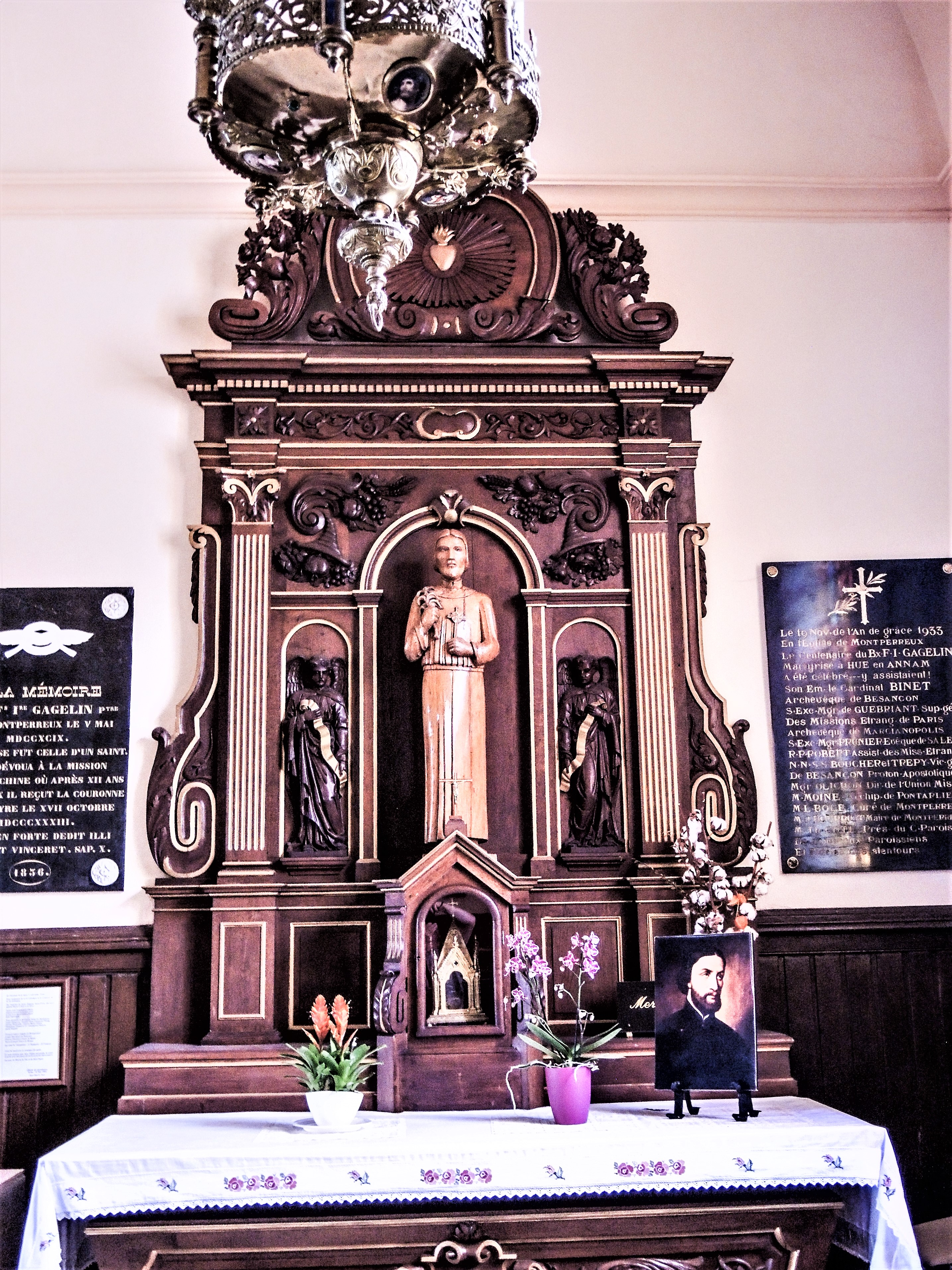
Autel à François-Isidore Gagelin.
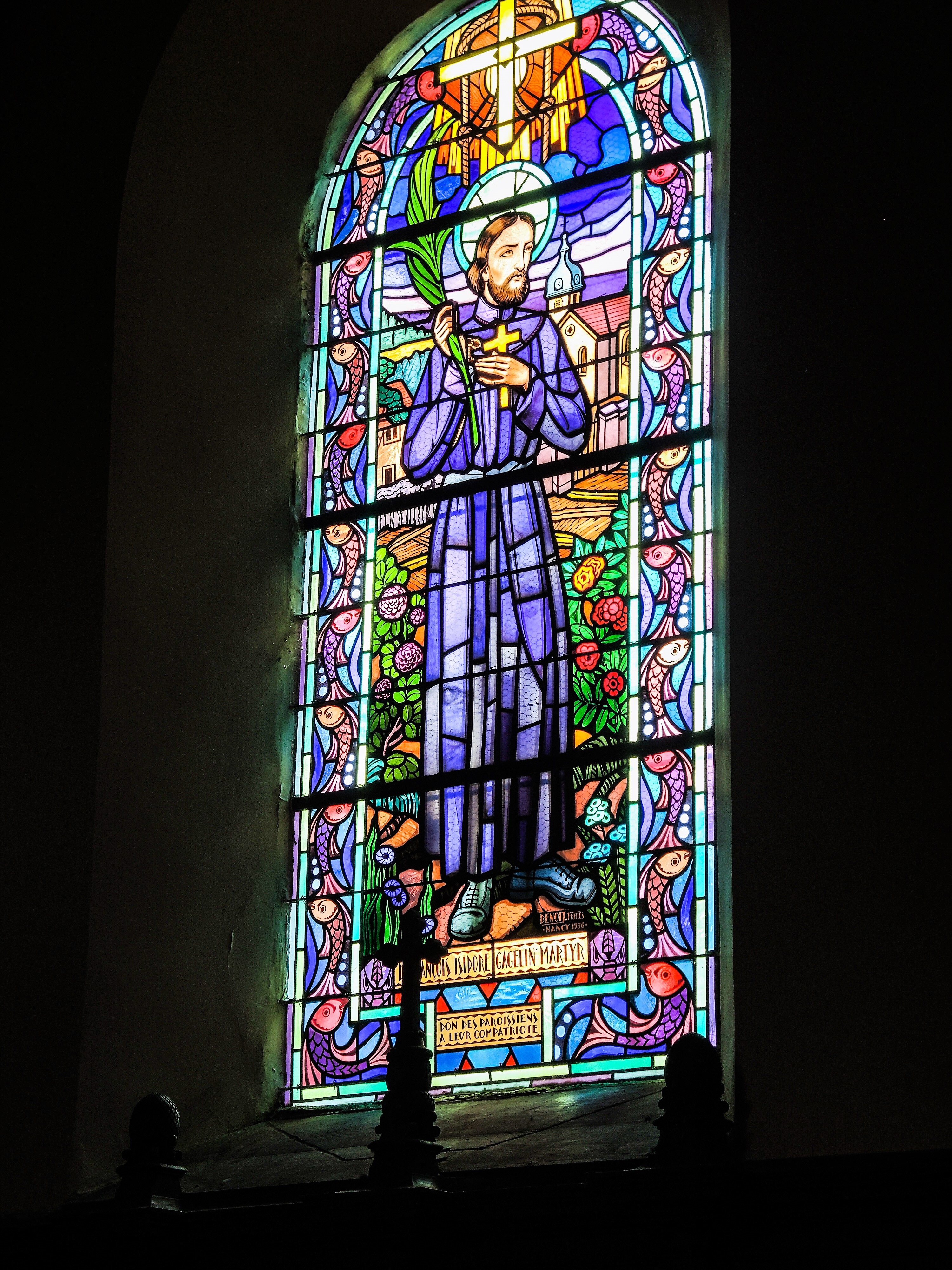
Vitrail de Saint François-Isidore Gagelin.
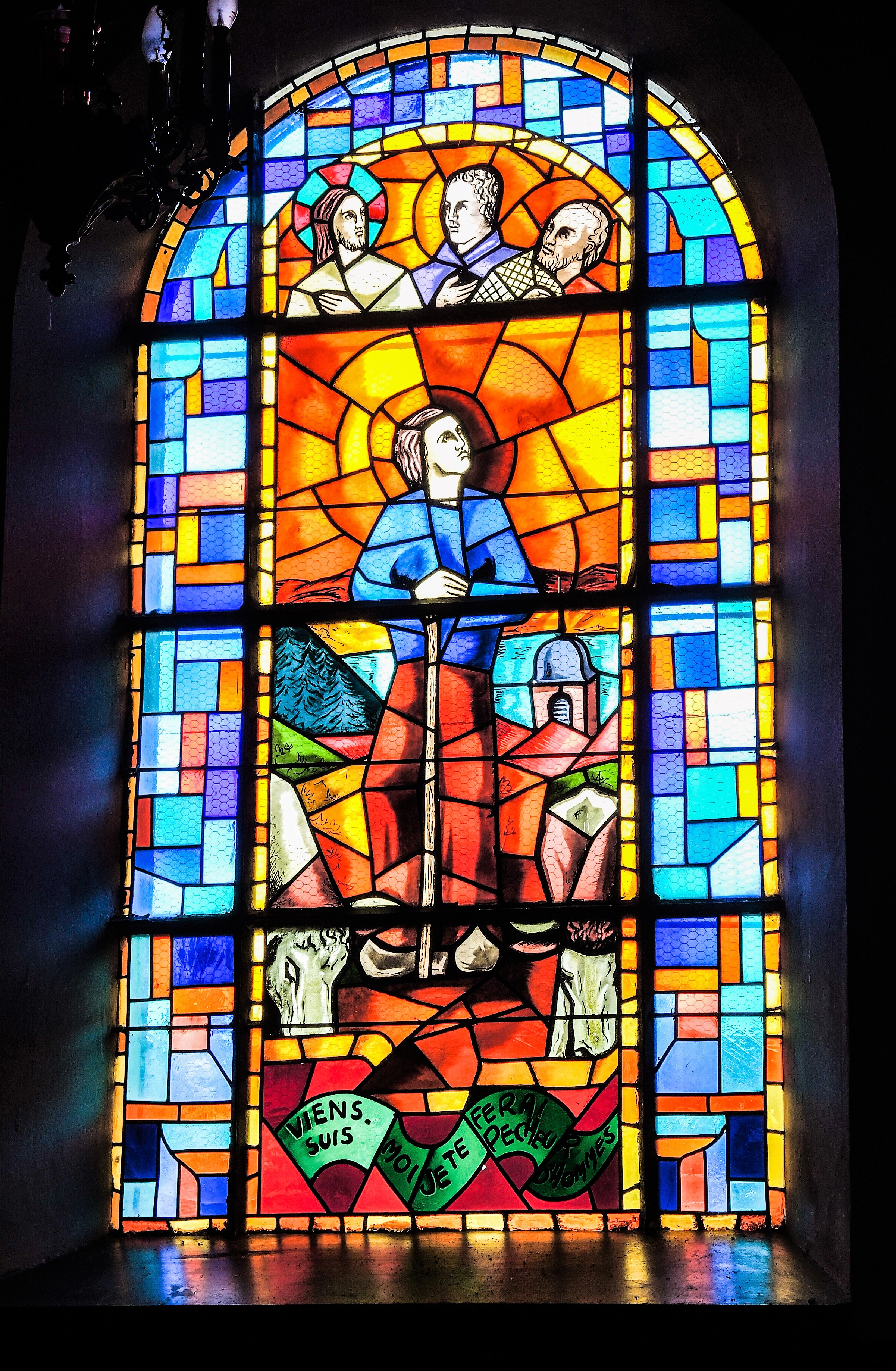
Vitrail de François-Isidore Gagelin berger à Montperreux.
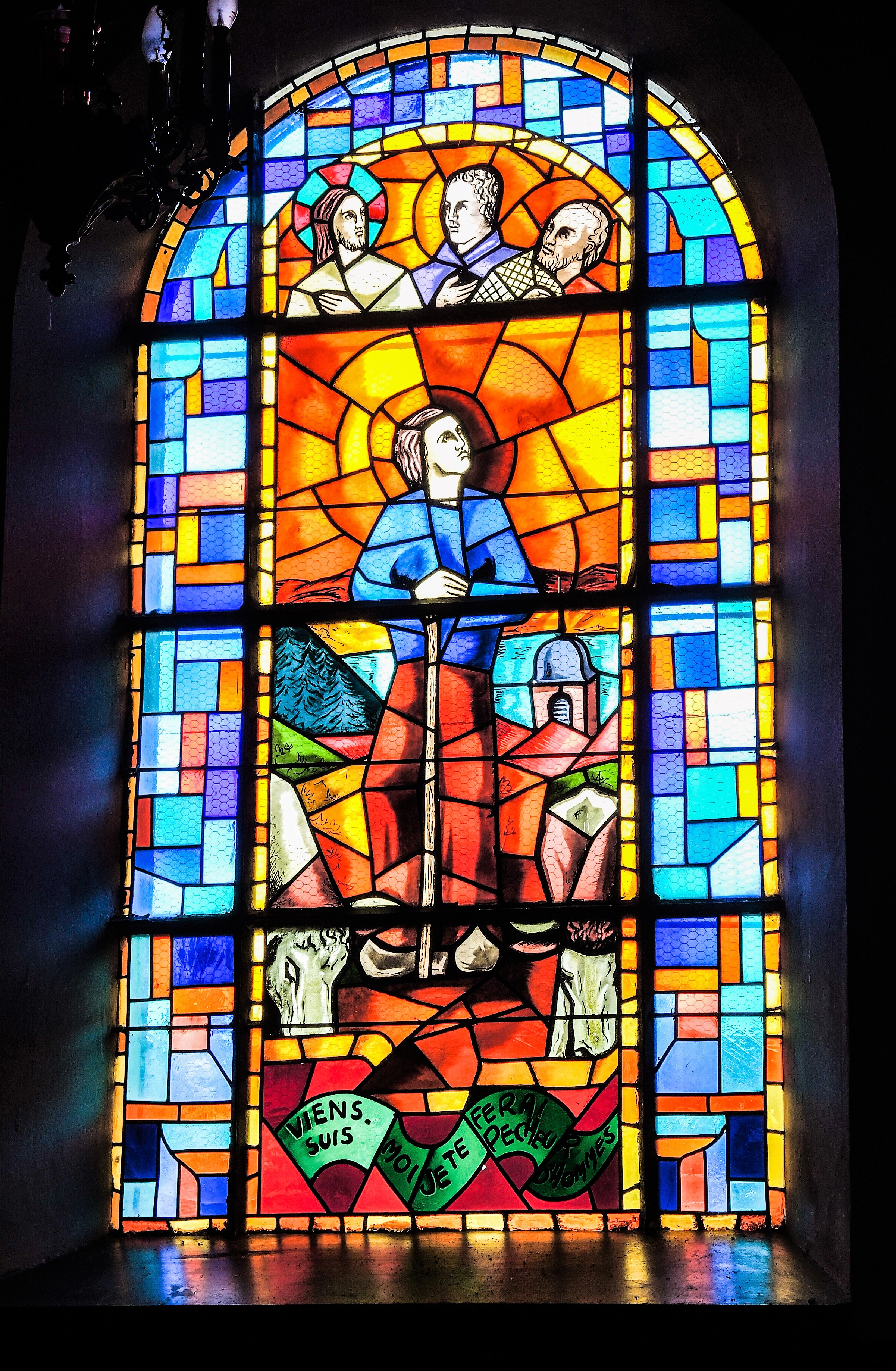
Vitrail de François-Isidore Gagelin quittant sa mère.
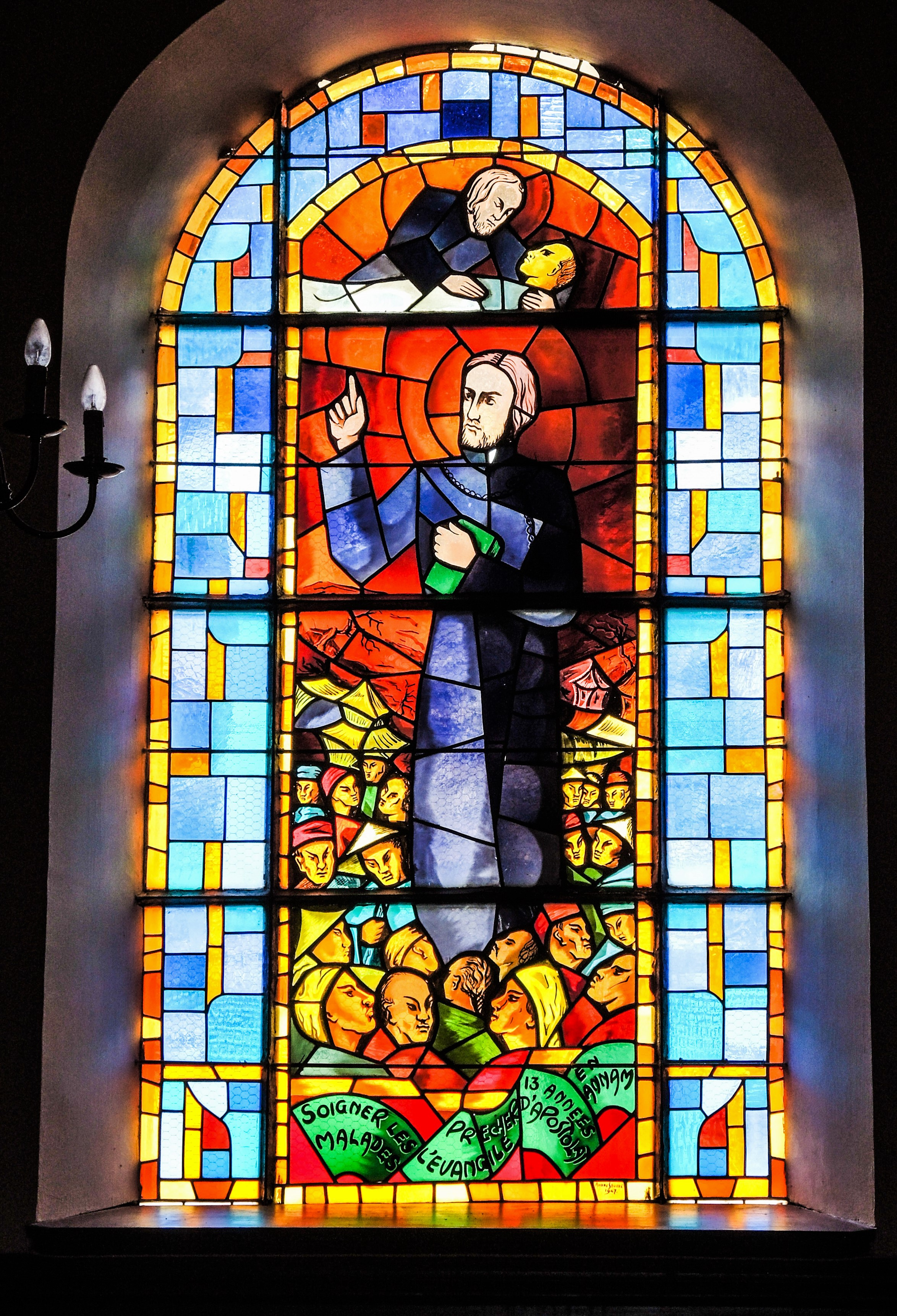
Vitrail de François-Isidore Gagelin au Vietnam.
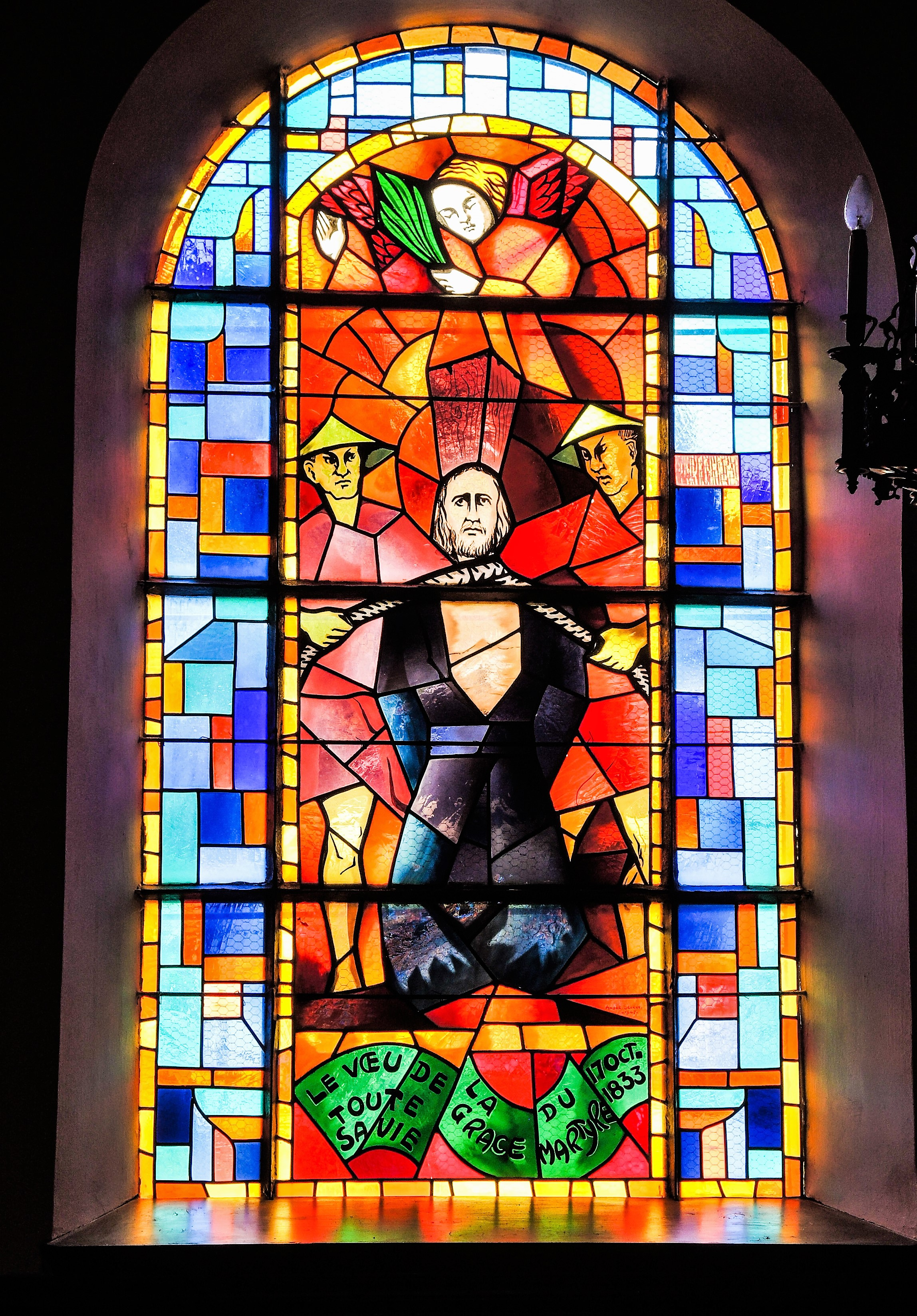
Le martyr de François-Isidore Gagelin.